# Арпондратана, Франциск Ксаверий Вира
Франциск Ксаверий Вира Арпондратана (тайск. ฟรังซิสเซเวียร์ วีระ อาภรณ์รัตน์; род. 3 октября 1955, Сам Сем, Таиланд) — католический прелат. Епископ Чиангмая с 10 февраля 2009 по 11 января 2025. Апостольский администратор Бангкока с 27 июня 2024 по 11 января 2025. Архиепископ Бангкока с 11 января 2025. 

## Биография
Франциск Ксаверий Вира Арпондратана родился 3 октября 1955 года в Бангкоке, Чонбури, Таиланд. 7 июля 1981 года был рукоположён в священника, после чего до 1985 был вице-ректором семинарии в Сампране. С 1985 по 1988 год обучался в Папском салезианском университете в Риме.
10 февраля 2009 года Папа Бенедикт XVI назначил Франциска Ксаверия Виру Арпондратану епископом Чингмая. 1 мая 2009 состоялось рукоположение Франциска Ксаверия Виры Арпондратаны в епископа, которое совершил кардинал Михаил Мичаи Китбунчу в сослужении с апостольским делегатом архиепископом Сальваторе Пеннаккио и епископом Иосифом Сангвалом Сурасарангом.
27 июня 2024 года Папа Франциск назначил Франциска Ксаверия Виру Арпондратану апостольским администратором архиепархии Бангкока после отставки кардинала Ковитванита.
11 января 2025 года Папа Франциск назначил Франциска Ксаверия Виру Арпондратану архиепископом Бангкока.